# Aglais subtusornata
Aglais subtusornata är en fjärilsart som beskrevs av Reuss 1910. Aglais subtusornata ingår i släktet Aglais och familjen praktfjärilar. Inga underarter finns listade i Catalogue of Life.